# Rikard av Shrewsbury, hertig av York

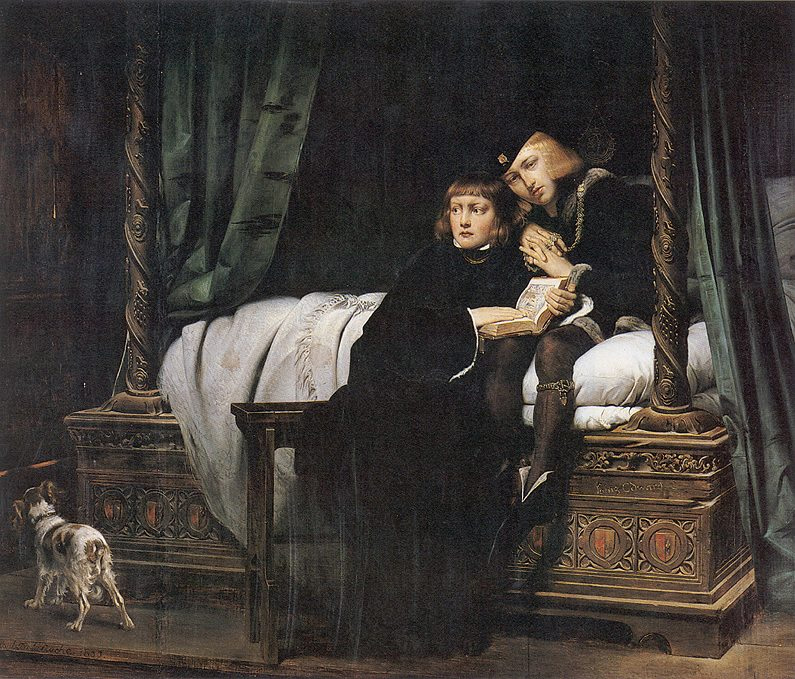
Kung Edvard V och Rikard av Shrewsbury, hertig av York i Towern av Paul Delaroche (1831).

Rikard av Shrewsbury, 1:e hertig av York och 1:e hertig av Norfolk, född 17 augusti 1473 i Shrewsbury, död 1483, var andre son till Edvard IV av England och Elisabet Woodville och därmed yngre bror till Edvard V. Han blev hertig av York 1474. I januari 1478, då han var omkring fyra år gammal, gifte han sig med den femåriga Anne de Mowbray, som hade ärvt de stora Mowbray-egendomarna 1476.
Fadern dog den 9 april 1483 och då blev hans bror Edvard, prinsen av Wales, kung av England och Rikard hans tronföljare. Detta varade dock inte länge. Robert Stillington, biskop av Bath och Wells, vittnade om att Edvard IV hade ingått en bindande trolovning med Lady Eleanor Talbot 1461. Talbot levde fortfarande då Edvard gifte sig med Elisabet Woodville 1464. Rådet under Rikard, hertig av Gloucester kom fram till att detta var bigami och ogiltigförklarade deras äktenskap och fråntog alla barnen deras legitimitet. Både den unge kungen och hans yngre bror förklarades alltså illegitima och avlägsnades från successionsordningen den 25 juni 1483. Hertigen av Gloucester, bror till Edvard IV, blev kung Rikard III. Hertigen av York sändes till Towern i mitten av år 1483. Vad som hände honom och hans bror, prinsarna i Towern, är okänt. På 1490-talet utgav sig en bedragare, Perkin Warbeck, för att vara Rikard av Shrewsbury, hertig av York. Det kan ha varit Rikards skelett som återfanns i en kista i Towern 1674, men det finns ännu inte några klara bevis.